# Centre africain de recherches sur bananiers et plantains
Le Centre africain de recherches sur bananiers et plantains (CARBAP) est une institution de recherche et de développement agricole spécialisée sur les bananiers et les bananiers plantains.

## Historique
Une convention pour l’établissement et le fonctionnement d’un  « Centre régional bananiers et plantains » (CRBP) est signée le 25 octobre 1989 entre la République du Cameroun,  et le CIRAD (Centre de coopération international en recherche agronomique pour le développement).
Le CARBAP est créé le 1er février 2001 à Yaoundé par un accord intergouvernemental sous l’égide de la Conférence des ministres de la Recherche-Développement des pays de l’Afrique occidentale et centrale (COMRED / AOC). Les 7 pays signataires des statuts du CARBAP sont la République du Cameroun, la République centrafricaine, le Gabon, la République du Congo,  la République de Guinée équatoriale, la République démocratique du Congo et le Tchad. Le CARBAP remplace le CRBP, avec un périmètre géographique plus large et une approche panafricaine. 
En 2007, une décision (n°22/07-UEAC-188-CM-16 du 18 décembre 2007)  du Conseil des ministres de la CEMAC (Communauté économique et monétaire de l'Afrique centrale) ancre le CARBAP au dispositif sous-régional de recherche agricole au sein de la CEMAC. Le CARBAP est placé sous l'égide du PRASAC (Pôle régional de recherche appliquée au développement des systèmes agricoles d'Afrique Centrale).  En 2013, le CARBAP adopte son premier Plan stratégique pour dix ans (2013-2022). En 2014, le conseil d’administration du CARBAP décide d'installer son siège à Douala, à la suite d'un accord avec le gouvernement camerounais,,.

## Organisation et fonctionnement
Le CARBAP dispose de trois organes de gouvernance  : le Conseil d'administration, le Conseil scientifique et la Direction.

## Objectif et axes prioritaires
L’évolution des filières plantains et bananes en Afrique occidentale et centrale a un impact significatif sur la sécurité alimentaire et le revenu des populations. L'objectif est d'améliorer les conditions de vie des acteurs de ces filières, par le développement de technologies innovantes de production, de conservation et de transformation des plantains et bananes (actions de sensibilisation, de coordination de centres de recherche, de formation des acteurs, de diffusion du matériel, ...), et par l'analyse des options possibles, au sein de cette instance,.

## Galerie

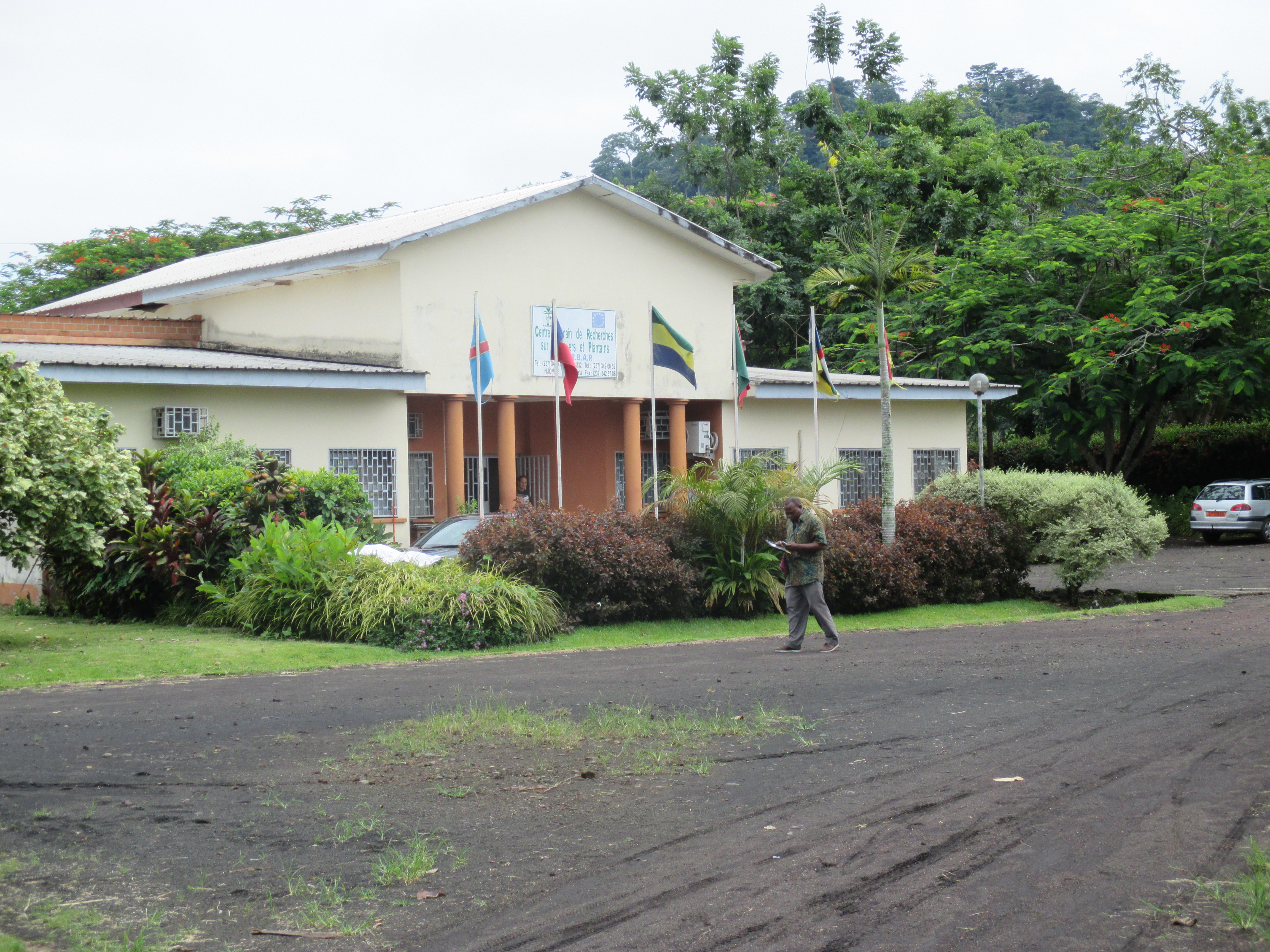
Bâtiment principal du CARBAP
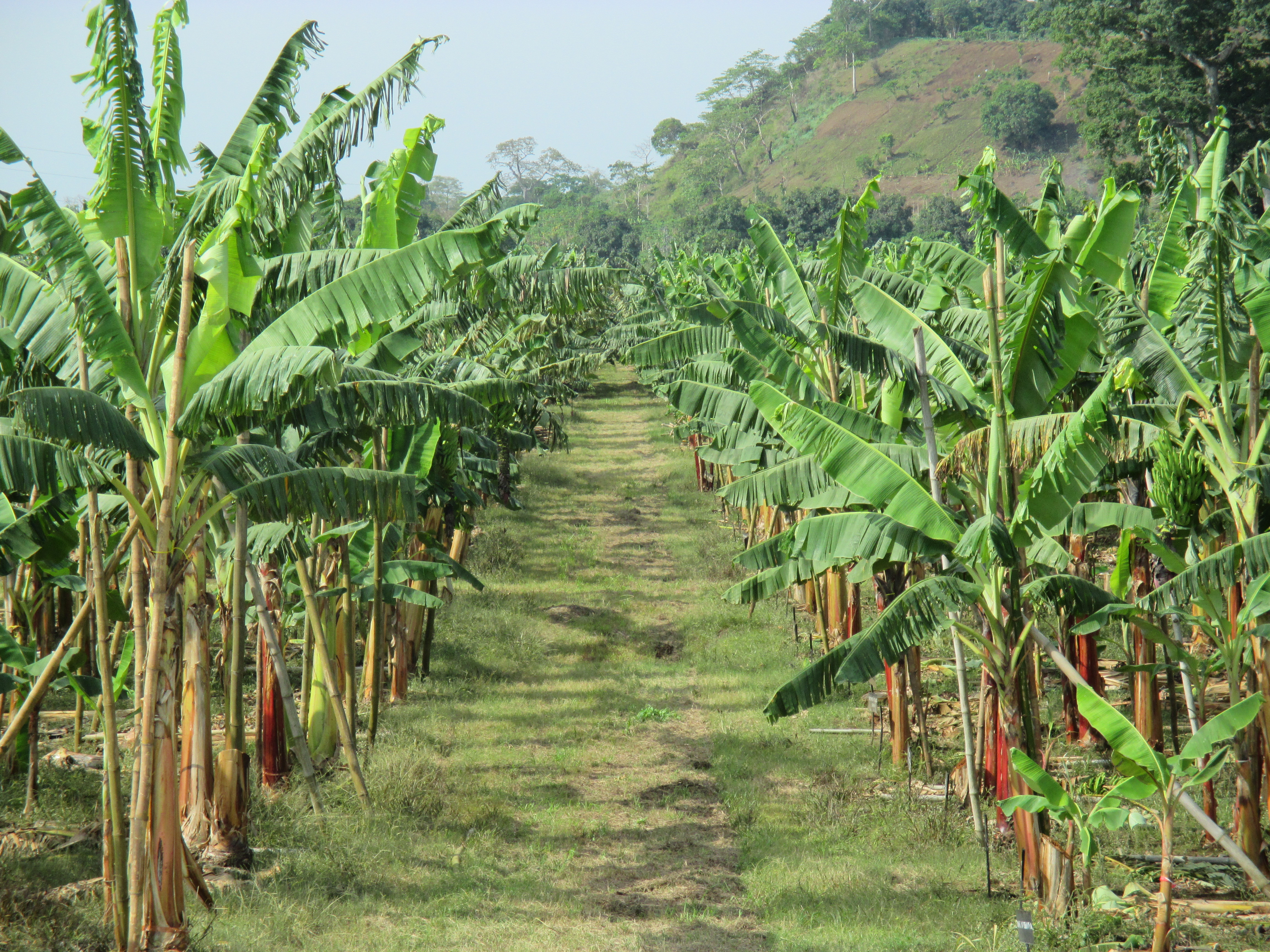
Vue de la collection régionale des musacées
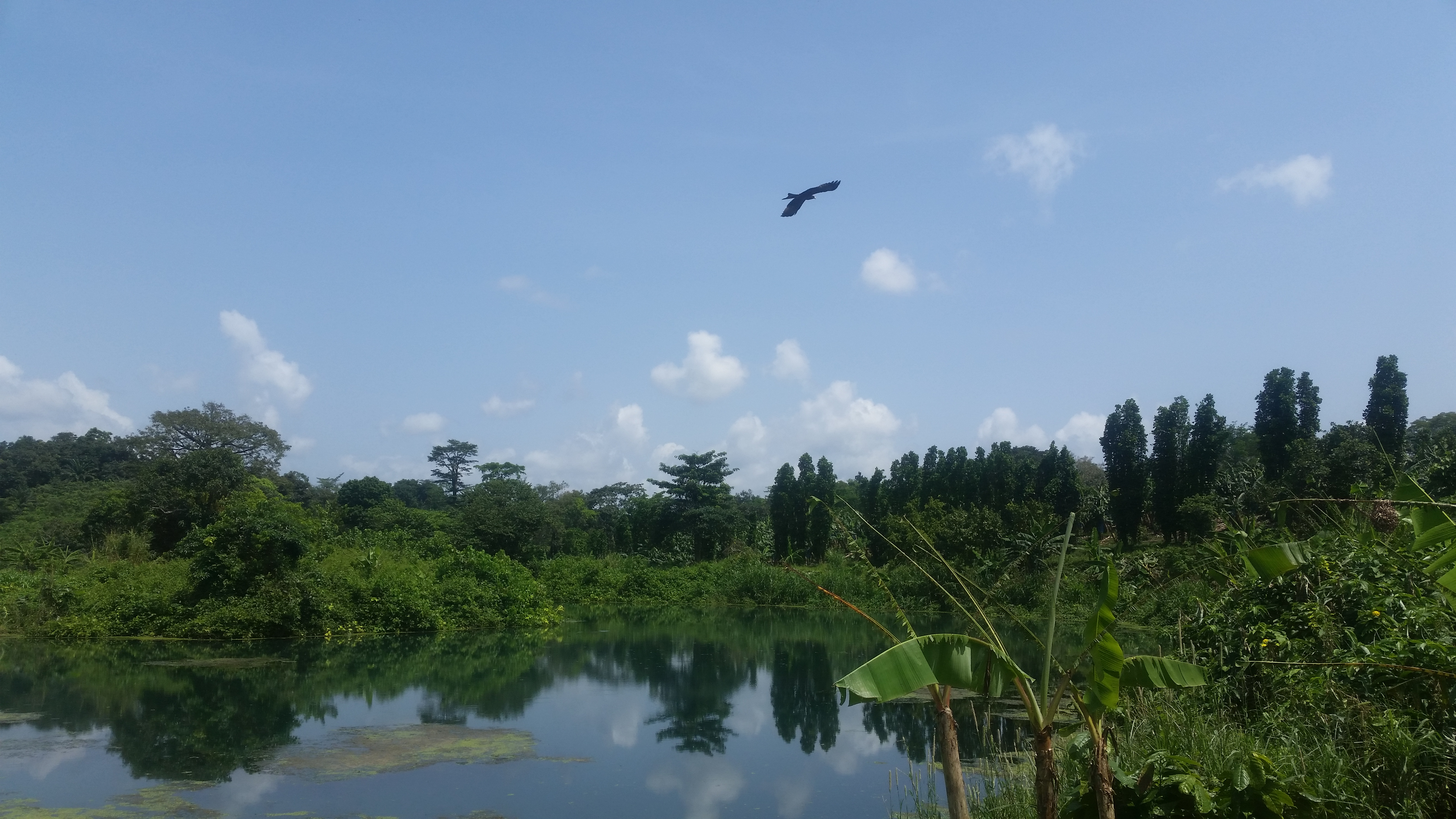
Lac artificiel Cofruca de Njombé
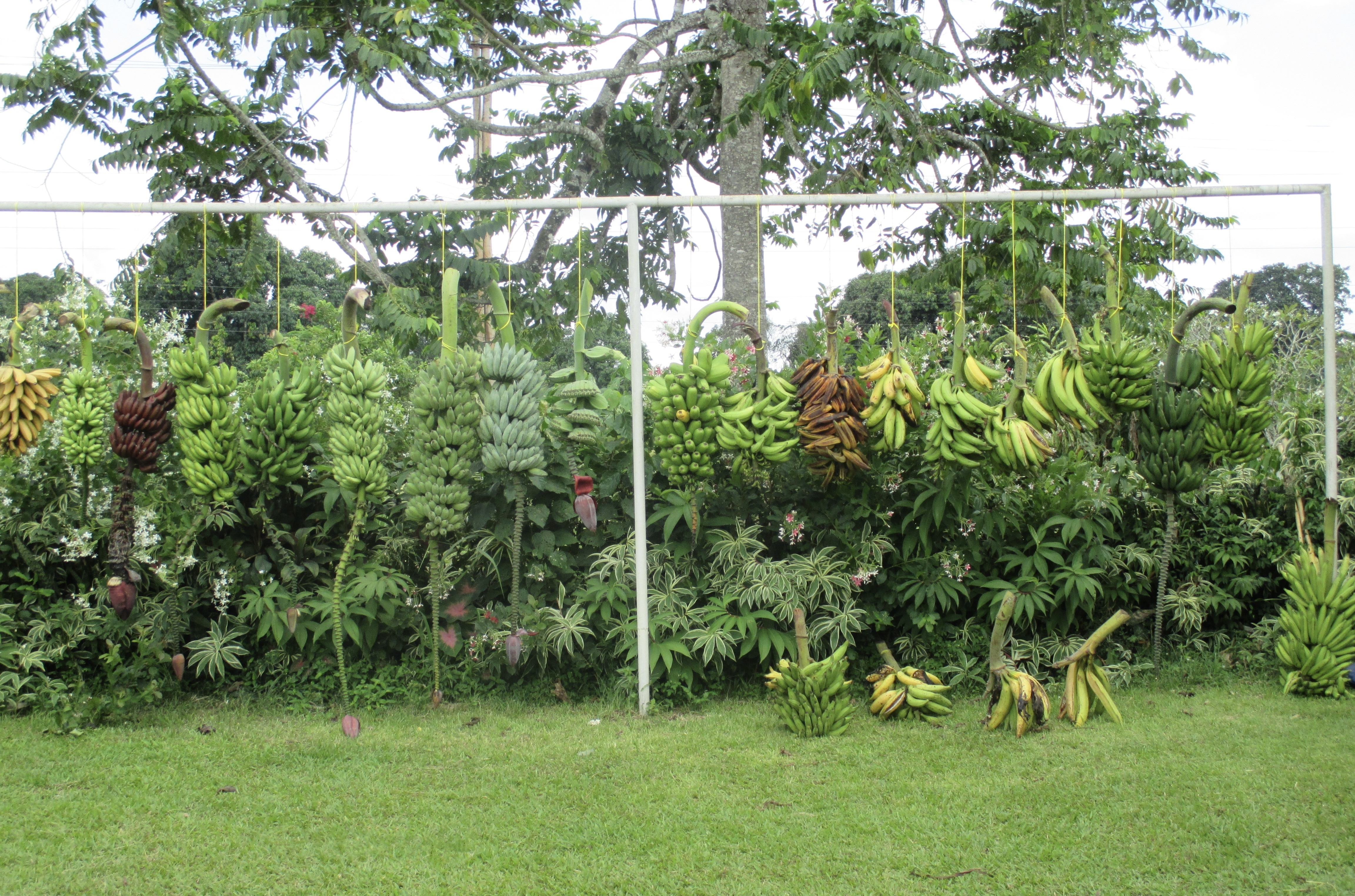
Exposition de la diversité génétique des bananiers